# Г'яг'я
Г'яг'я (кит. 加加镇, пін. Jiājiā Zhèn) — містечко у КНР, адміністративний центр повіту Сага міста-префектури Шигацзе.

## Географія
Г'яг'я розташовується у південно-центральній частині регіону У-Цанг.

### Клімат
Містечко перебуває у зоні так званої «гірської тундри», котра характеризується кліматом арктичних пустель. Найтепліший місяць — липень із середньою температурою 7.9 °C (46.2 °F). Найхолодніший місяць — січень, із середньою температурою -10.9 °С (12.4 °F).
| Клімат Г'яг'ї           | Клімат Г'яг'ї | Клімат Г'яг'ї | Клімат Г'яг'ї | Клімат Г'яг'ї | Клімат Г'яг'ї | Клімат Г'яг'ї | Клімат Г'яг'ї | Клімат Г'яг'ї | Клімат Г'яг'ї | Клімат Г'яг'ї | Клімат Г'яг'ї | Клімат Г'яг'ї | Клімат Г'яг'ї |
| Показник                | Січ.          | Лют.          | Бер.          | Квіт.         | Трав.         | Черв.         | Лип.          | Серп.         | Вер.          | Жовт.         | Лист.         | Груд.         | Рік           |
| Середній максимум, °C   | −3,3          | −2,5          | 0,4           | 4,3           | 8             | 11,8          | 12,4          | 11,2          | 10            | 5             | 0,8           | −1,4          | 4,7           |
| Середня температура, °C | −10,9         | −9,6          | −6,5          | −2,4          | 1,5           | 6,1           | 7,9           | 7,3           | 5             | −1,2          | −6,2          | −9,2          | −1,5          |
| Середній мінімум, °C    | −21,5         | −20           | −16,2         | −11,5         | −7,4          | −2,4          | 0,6           | 0,2           | −3            | −10,4         | −16,6         | −20,1         | −10,7         |
| Норма опадів, мм        | 12.7          | 25.3          | 31.1          | 25.3          | 16            | 20            | 28.7          | 56.6          | 23.4          | 21.4          | 8             | 13.3          | 281.8         |
| Днів з опадами          | 4             | 4,3           | 4,5           | 5,5           | 9,3           | 15,3          | 21,6          | 21,4          | 15,2          | 4,6           | 2,5           | 2,2           | 110,4         |
| Вологість повітря, %    | 48.9          | 51.5          | 51.9          | 53.7          | 56.4          | 63            | 70.4          | 72.5          | 66.6          | 58.5          | 52.5          | 48.7          | 57.9          |
| ----------------------- | ------------- | ------------- | ------------- | ------------- | ------------- | ------------- | ------------- | ------------- | ------------- | ------------- | ------------- | ------------- | ------------- |
| Джерело: Weatherbase    |               |               |               |               |               |               |               |               |               |               |               |               |               |